# Copa Filigrana
La Copa Filigrana fue la denominación que recibió una competencia amistosa previa al campeonato de Primera División de Paraguay donde participaron primeramente 4 clubes de Primera División a comienzos de febrero del 2001. Los participantes de esta edición fueron: Cerro Porteño, Sportivo Luqueño, Libertad y 12 de Octubre. 
Los partidos fueron realizados en el Estadio Feliciano Cáceres.
La misma fue organizada por el Sportivo Luqueño, conjuntamente con la Gobernación del Departamento Central.
En su segunda edición a comienzos de enero del 2002 participaron 7 clubes de Primera División: Cerro Porteño, Olimpia, Sportivo Luqueño, Deportivo Recoleta, 12 de Octubre, Sol de América, Sportivo San Lorenzo, y (de Córdoba, Argentina) el Atlético Talleres siendo divididos en 2 grupos: A y B.
La primera etapa fue realizada en el Estadio Feliciano Cáceres y en el Estadio Defensores del Chaco.

## Copa Filigrana 2001
| 18 de febrero de 2001 | Cerro Porteño                                | 3 : 2 | Libertad        | Estadio Feliciano Cáceres, Luque |  |
|                       | Dos Santos 15' · Hiroyama 46' · Martínez 64' |       | Samudio 48' 92' |                                  |  |

| 19 de febrero de 2001 | Sportivo Luqueño       | 2 : 0 | 12 de Octubre | Estadio Feliciano Cáceres, Luque |  |
|                       | Masi 46' · Leandro 72' |       |               |                                  |  |

| 21 de febrero de 2001 | Sportivo Luqueño                       | 3 : 2 | Libertad         | Estadio Feliciano Cáceres, Luque |  |
|                       | Candia 18' · Cohener 75' · Leandro 80' |       | Samudio 37', 66' |                                  |  |

| 21 de febrero de 2001 | Cerro Porteño                | 2 : 1 | 12 de Octubre | Estadio Feliciano Cáceres, Luque |  |
|                       | Sandoval 78' · Achucarro 90' |       | Torres 9'     |                                  |  |

| 25 de febrero de 2001 | Libertad     | 1 : 2 | 12 de Octubre             | Estadio Feliciano Cáceres, Luque |  |
|                       | Sanabria 19' |       | Bareiro 65' · Salinas 87' |                                  |  |

| 25 de febrero de 2001 | Sportivo Luqueño | 2 : 0 | Cerro Porteño | Estadio Feliciano Cáceres, Luque |  |
|                       | Masi 21' 23'     |       |               |                                  |  |

## Tabla Final
| Pos | Equipo           | Pts | PJ | G | E | P | GF | GC | DIF |
| --- | ---------------- | --- | -- | - | - | - | -- | -- | --- |
| 1ª  | Sportivo Luqueño | 9   | 3  | 3 | 0 | 0 | 7  | 2  | +5  |
| 2ª  | Cerro Porteño    | 6   | 3  | 2 | 0 | 1 | 5  | 5  | 0   |
| 3ª  | 12 de Octubre    | 3   | 3  | 1 | 0 | 2 | 3  | 5  | -2  |
| 4ª  | Club Libertad    | 0   | 3  | 0 | 0 | 3 | 5  | 8  | -3  |

 Pos=Posición; Pts=Puntos; PJ=Partidos jugados; G=Partidos ganados; E=Partidos empatados; P=Partidos perdidos; GF=Goles a favor; GC=Goles en contra; DIF=Diferencia de gol

## Copa Filigrana 2002

### Grupo A
| 17 de enero de 2002, 19:00, Unicanal | Sportivo Luqueño | 0 : 1 | Deportivo Recoleta | Estadio Feliciano Cáceres, Luque |  |

| 17 de enero de 2002 | Olimpia | 2 : 1 | 12 de Octubre | Estadio Feliciano Cáceres, Luque |  |

| 20 de enero de 2002, 17:00 | Olimpia                        | 3 : 1 | Deportivo Recoleta | Estadio Feliciano Cáceres, Luque |  |
|                            | Valdez 29', 56' · Villalba 47' |       | Santander 42'      |                                  |  |

| 20 de enero de 2002, 19:00 | Sportivo Luqueño | 0 : 0 | 12 de Octubre | Estadio Feliciano Cáceres, Luque |  |

| 24 de enero de 2002, 17:00 | 12 de Octubre | 3 : 3 | Deportivo Recoleta | Estadio Feliciano Cáceres, Luque |  |

| 24 de enero de 2002, 19:00 | Sportivo Luqueño                                                                          | 4 : 0 | Olimpia | Estadio Feliciano Cáceres, Luque |  |
|                            | Justo Rolando Meza 20' · Carlos Gorosso 50' · Justo Rolando Meza 64' · Miguel Cuellar 50' |       |         |                                  |  |

### Tabla
| Pos | Equipo             | Pts | PJ | G | E | P | GF | GC | DIF |
| --- | ------------------ | --- | -- | - | - | - | -- | -- | --- |
| 1ª  | Olimpia            | 6   | 3  | 2 | 0 | 1 | 5  | 6  | -1  |
| 2ª  | Sportivo Luqueño   | 4   | 3  | 1 | 1 | 1 | 4  | 1  | +3  |
| 3ª  | Deportivo Recoleta | 4   | 3  | 1 | 1 | 1 | 5  | 6  | -1  |
| 4ª  | 12 de Octubre      | 2   | 3  | 0 | 2 | 1 | 4  | 5  | -1  |

 Pos=Posición; Pts=Puntos; PJ=Partidos jugados; G=Partidos ganados; E=Partidos empatados; P=Partidos perdidos; GF=Goles a favor; GC=Goles en contra; DIF=Diferencia de gol

### Grupo B
| 19 de enero de 2002, 17:00 | Cerro Porteño | 3 : 1 | Atlético Talleres | Estadio Feliciano Cáceres, Luque |  |

| 19 de enero de 2002, 19:15 | Sol de América | 4 : 2 | Sportivo San Lorenzo | Estadio Feliciano Cáceres, Luque |  |

| 22 de enero de 2002, 18:00 | Sol de América | 0 : 0 | Atlético Talleres | Estadio Feliciano Cáceres, Luque |  |

| 22 de enero de 2002, 21:00 | Cerro Porteño | 2 : 1 | Sportivo San Lorenzo | Estadio Feliciano Cáceres, Luque |  |

| 25 de enero de 2002, 18:30 | Sportivo San Lorenzo | 3 : 2 | Atlético Talleres | Estadio Defensores del Chaco, Asunción |  |

| 24 de enero de 2002, 20:30 | Cerro Porteño | 3 : 0 | Sol de América | Estadio Feliciano Cáceres, Luque |  |

### Tabla
| Pos | Equipo               | Pts | PJ | G | E | P | GF | GC | DIF |
| --- | -------------------- | --- | -- | - | - | - | -- | -- | --- |
| 1ª  | Cerro Porteño        | 9   | 3  | 3 | 0 | 0 | 8  | 2  | +6  |
| 2ª  | Sol de América       | 4   | 3  | 1 | 1 | 1 | 4  | 5  | -1  |
| 3ª  | Sportivo San Lorenzo | 3   | 3  | 1 | 0 | 2 | 6  | 8  | -2  |
| 4ª  | Atlético Talleres    | 1   | 3  | 0 | 1 | 2 | 3  | 6  | -3  |

 Pos=Posición; Pts=Puntos; PJ=Partidos jugados; G=Partidos ganados; E=Partidos empatados; P=Partidos perdidos; GF=Goles a favor; GC=Goles en contra; DIF=Diferencia de gol

### Final
| 27 de enero de 2002, 19:00 | Cerro Porteño        | 1 : 0 | Olimpia | Estadio Defensores del Chaco, Asunción |  |
|                            | Julio dos Santos 19' |       |         |                                        |  |

## Cobertura Televisiva
Todos los partidos de este dicho torneo amistoso se transmiten en vivo por las señales de cable y satélite de Tigo Sports y Unicanal y algunos en TV Abierta por El Trece (Canal 13).

## Palmarés
| Año  | Campeón          | Subcampeón    |
| ---- | ---------------- | ------------- |
| 2001 | Sportivo Luqueño | Cerro Porteño |
| 2002 | Cerro Porteño    | Olimpia       |